# 光永亮太
光永 亮太（みつなが りょうた、1980年5月4日 - ）は、日本のシンガーソングライター、ラジオパーソナリティ。東京都江東区深川出身。血液型A型、身長178cm。実兄はシンガーソングライターの光永泰一朗。

## 略歴

### メジャー・デビューまで
4歳から10歳の間、父の仕事の関係でイリノイ州シカゴで育つ。シカゴ在住時に「We Are The World」に影響を受け、4歳で歌手になることを志す。帰国後、11歳の時にエレクトリック・ギターを始める。江東区立明治小学校を卒業。1993年、江東区立深川第二中学校に進学。1年の時には、Jリーグ・ジェフ市原（当時）ジュニアユースに在籍していた。1年後、チームからの通告でジェフを退団。三菱養和ジュニアユースへの短期の在籍を経て陸上競技に転じる。1995年5月28日、地域別区部東大会で三種競技Aの東京都中学記録を出す。8月21日に開催された第22回全日本中学校陸上競技選手権大会において、三種競技Aで全国優勝。走幅跳では1995年度の中学校全国年間ランキング1位となる6m93cmという記録を残している。東海大学付属浦安高等学校に進学後、1996年6月1日から2日にかけて開かれた千葉県高校記録会で八種競技に出場、5011点を獲得。歌手を目指すため、高校1年の半ばで陸上競技を引退。ボイストレーニングやオーディションを受ける。1999年、亜細亜大学経済学部に進学。2001年に同大学を中退。

### メジャー・デビュー後
スティーヴィー・ワンダーの「レイトリー」、シールの「Kiss from a Rose」のデモテープが関係者に渡ったのをきっかけに、2002年4月『Changes』でインディーズ・デビュー。2003年2月フジテレビ系列「いつもふたりで」主題歌「Always」でメジャー・デビュー。「新人歌手デビュー曲が月9主題歌」などとスポーツ新聞で話題になり、約43万枚を売り上げた。サッカーの国際大会では、2003年6月8日 長居競技場の日本代表vs.アルゼンチン代表戦と、2004年7月14日豊田スタジアムのU-23日本代表vs.U-23チュニジア代表戦での国歌独唱をした。2006年4月、ギタリスト・山口周平、パーカッショニスト・notchと共にユニット「URBAN NATURE」を結成。2009年、幼馴染みの一般女性と結婚。2010年、Junearと「2WHiSPa」を結成。2013年2月、第一子となる長女が誕生。2014年8月、声帯ポリープの除去手術を受ける。2015年4月1日、bayfm「POWER BAY MORNING」水・木曜日担当パーソナリティとなる。2019年、防災士試験に合格。2020年1月、第二子となる次女の誕生を報告。4月1日、個人事務所「株式会社IMAGINATE」を設立。代表取締役兼所属となっている。2021年7月28日、10年ぶりの新曲「風の街」を配信リリース。
第一回FM COCOLOのDJオーディションに合格。2022年10月7日「FRIDAY NIGHT JUNCTION」のDJに就任。2023年3月1日、メジャー・デビュー20周年記念シングル「なんだかんだ」を配信リリース。4月1日、FM COCOLO「MOVE ON SATURDAY」スタート。

## ディスコグラフィ

### シングル
| 枚                                                                                   | 発売日                                                                               | タイトル                                                                             | 規格品番                                                                             | 収録曲                                                                                              | 備考 | 順位                                                                                 | 推定売上枚数                                                                         |
| インディーズ作品。エイベックス系の自主制作レーベル「ハイブーム(HiBoom)」からリリース | インディーズ作品。エイベックス系の自主制作レーベル「ハイブーム(HiBoom)」からリリース | インディーズ作品。エイベックス系の自主制作レーベル「ハイブーム(HiBoom)」からリリース | インディーズ作品。エイベックス系の自主制作レーベル「ハイブーム(HiBoom)」からリリース | インディーズ作品。エイベックス系の自主制作レーベル「ハイブーム(HiBoom)」からリリース                | インディーズ作品。エイベックス系の自主制作レーベル「ハイブーム(HiBoom)」からリリース                                                        | インディーズ作品。エイベックス系の自主制作レーベル「ハイブーム(HiBoom)」からリリース | インディーズ作品。エイベックス系の自主制作レーベル「ハイブーム(HiBoom)」からリリース |
| ------------------------------------------------------------------------------------ | ------------------------------------------------------------------------------------ | ------------------------------------------------------------------------------------ | ------------------------------------------------------------------------------------ | --------------------------------------------------------------------------------------------------- | --- | ------------------------------------------------------------------------------------ | ------------------------------------------------------------------------------------ |
| 1                                                                                    | 2002年9月4日                                                                         | TRIPPIN' / Lippsoul                                                                  | IOCD-11024                                                                           | 1. TRIPPIN' 2. Lippsoul 3. Unrequited Love 4. TRIPPIN' （baby remix：KREVA from KICK THE CAN CREW） | - 4曲目はKICK THE CAN CREWのKREVAによるリミックス曲。                                                                                       |                                                                                      |                                                                                      |
| メジャー作品。全てポニーキャニオンからの発売。                                       |                                                                                      |                                                                                      |                                                                                      | | |                                                                                      |                                                                                      |
| 2                                                                                    | 2003年2月19日                                                                        | Always                                                                               | PCCA-70033                                                                           | 1. Always 2. Close to you 3. Always (sweet mix) 4. Always (less vocal)                              | 『Always』 - フジテレビ系『いつもふたりで』主題歌                                                                                           | 5位                                                                                  | 244,207枚                                                                            |
| 3                                                                                    | 2003年5月14日                                                                        | いつか君が                                                                           | PCCA-01898                                                                           | 1. いつか君が 2. 小さな世界 3. Re-wind 4. いつか君が (instrumental)                                 | | 14位                                                                                 | 22,696枚                                                                             |
| 4                                                                                    | 2003年12月3日                                                                        | 君が好きだから...                                                                    | PCCA-01955                                                                           | 1. 君が好きだから… 2. Joy-a closer mix- 3. Silence 4. 君が好きだから…(less vocal)                   | | 50位                                                                                 | 8,640枚                                                                              |
| 5                                                                                    | 2004年2月4日                                                                         | believe                                                                              | PCCA-70064                                                                           | 1. believe 2. 小さな手 3. believe(less vocal)                                                       | 『believe』 - TBS系愛の劇場『コスメの魔法』主題歌                                                                                           | 35位                                                                                 | 8,089枚                                                                              |
| 6                                                                                    | 2004年7月22日                                                                        | far away                                                                             | PCCA-02057                                                                           | 1. far away 2. 風 3. circle of love 4. far away(less vocal)                                         | 『far aray』 - TBS系スーパーサッカーPLUSオープニングテーマ曲                                                                                | 100位                                                                                | 1,370枚                                                                              |
| 7                                                                                    | 2006年2月1日                                                                         | Day By Day                                                                           | PCCA-70138                                                                           | 1. Day By Day 2. Over 3. Day By Day(Less Vocal)                                                     | 『Over』 - ジェフユナイテッド市原・千葉オフィシャルサポーターズソングであり、ホームスタジアム最寄の京葉線蘇我駅の発車メロディになっている。 | 120位                                                                                | 753枚                                                                                |
| ソロ名義の配信曲                                                                     |                                                                                      |                                                                                      |                                                                                      | | |                                                                                      |                                                                                      |
| 8                                                                                    | 2021年7月28日                                                                        | 風の街                                                                               |                                                                                      | 1. 風の街                                                                                           | - ソロ活動では10年ぶりの新曲。 |                                                                                      |                                                                                      |
| 9                                                                                    | 2023年3月1日                                                                         | なんだかんだ                                                                         |                                                                                      | 1. なんだかんだ 2. 追憶                                                                             | - メジャ-デビュー20周年記念シングル |                                                                                      |                                                                                      |

### ミニ・アルバム
1. Changes （2002年4月1日） - インディーズデビュー作。タイトル曲「Changes」は『beatmania IIDX 6th style』に採用（家庭用のみ）
2. COLORS OF LIFE （2007年12月19日） - メジャー作。1曲目「Believe in Love」はMicroをフィーチャリングし、詞・曲・アレンジなど全面的にコラボレーションした作品。

### フルアルバム
1. Inside my heart （2003年7月2日）※オリコン最高10位、推定累計売上62,802枚
2. INDEPENDENT （2004年9月1日）※オリコン最高67位、推定累計売上6,125枚
3. EARLY WORKS -8325- （2004年9月29日） - インディーズ作品全曲を収録
4. LIFE IS BEAUTIFUL（2011年8月3日）- 初のセルフプロデュース。「HI FIVE RECORDS」からリリース。

### DVD
1. Micro Presents Laid Back Live!! （2007年12月19日）
2. mihimaLIVE3 〜University of mihimaru GT☆mihimalogy 実践講座!!アリーナSPECIAL〜 （2010年9月22日）
3. WEBER LIVE TOUR 2016 タカラモノ（2016年10月19日）

## 参加作品&フィーチャリング
1. SOUL LOVERS『SOUL STEW』（2001年10月24日）
04.Here For You（コーラスで参加）
2. SOUL LOVERS『また、さようなら』（2002年10月23日）
04.愛はどこへ（コーラスで参加）
3. 佐藤竹善『introducing CROSS YOUR FINGERS』（2003年8月13日）
12. La La La（フィーチャリングで参加）
4. エリック・クラプトン・トリビュート「TRIBUTE TO ERIC CLAPTON」（2007年1月24日）
10.Change The World
5. Micro of Def Tech『Laid Back』（2007年8月8日）[25]
13.After the Laughter feat. 光永亮太 and 光永泰一朗 - 詞・曲（いずれもMicro・泰一朗との共作）、プログラミング、ヴォーカルで参加。
6. 大黒摩季『LUXURY 22-24pm』（2009年2月4日）
Disc1 02.「Twisty Love」（光永泰一朗と共にコーラスで参加）
Disc2.06.「ALWAYS」featuring.Taichiro Mitsunaga and Ryota Mitsunaga（Atlantic Starrをカバー）
7. WaJaRo『Electric Piano Loves You...』（2009年2月18日）
04.Mercy mercy me
8. 浜田省吾カバーアルバム『from a distance』（2009年7月15日）
04.最後のキス 鈴木桃子（コーラスで参加）
9. 織田裕二「All My Treasures in Berlin」（コーラスで参加）
10. mihimaru GT『mihimalogy』（2010年2月24日）
05.「サヨナラは言わなかった feat.光永亮太」
11. miCKun『鏡花水月 feat.舞花』
02.「BEGINNING feat.55 MONKEYZ」（2010年12月8日）[26]
12. Tiara『LOVERS～Tiara Collaborations Album～』
08.「Sweet Love with 光永亮太」（2011年9月7日）
13. フジテレビ系列ドラマ 『OUR HOUSE』オリジナルサウンドトラック
02.「Peace of mind」（2016年5月25日）作詞・歌唱
14. 売野雅勇 『真夏のイノセンス 作詞家・売野雅勇 Hits Covers』
08.「星屑のステージ」（2017年2月22日）歌唱
15. 馬場俊英 「STEP BY STEP」
02.「Maybe Tomorrow」（2018年9月19日）歌唱・英訳詞提供
16. 大黒摩季配信シングル『RAINBOW QUEST〜僕らはピースメイト〜』（2020年4月15日）
01.「RAINBOW QUEST〜僕らはピースメイト〜」」（共作・歌唱・エレクトリック・ギター参加）
17. 大黒摩季配信シングル『Shaka♬シャカ You'll be all right 〜 Big Wave ver. 〜 / 大黒摩季 with 波音組2020』
01.「Shaka♬シャカ You'll be all right 〜 Big Wave ver. 〜 / 大黒摩季 with 波音組2020」
02.「Shaka♬シャカ You'll be all right 〜 Ripple ver. 〜 / 大黒摩季 with 光永亮太, GAKU-MC, KENNY＆AKUN」
18. Lisa Halim 『by the Sea 2』
05.「プライマル feat. 光永亮太」（2020年12月16日）
19. RYO×SUKE(光永亮太×KEISUKE)
01.「答え合わせ」（2021年6月30日）

## 楽曲提供
1. 光永泰一朗 アルバム『僕はここにいるよ』（2007年8月22日）
01.「Welcome to the show」（作曲） ※共作
07.「ひとつぼし」（作曲） ※共作
2. Micro of Def Tech アルバム『Laid Back』（2007年8月8日）[25]
13.「After the Laughter feat. 光永亮太 and 光永泰一朗」（作詞・作曲・プログラミング・歌唱・プロデュース） ※作詞・作曲はMicro・泰一朗との共作
3. 江原啓之 アルバム『幸せのみつけかた』（2009年11月25日）
01.「幸せのみつけかた」（作曲）
4. mihimaru GT アルバム『mihimalogy』（2010年2月24日）
05.「サヨナラは言わなかった feat.光永亮太」（作詞・作曲） ※共作
5. Tiara シングル『ヒカリ』（2010年8月18日）
03.「Happy Days」（作詞）
6. 西浦秀樹 シングル『今はサヨナラ』（2011年7月6日）
01.「今はサヨナラ」（作曲・プロデュース）
02.「Glory Days」（作曲・プロデュース）
7. Tiara アルバム『LOVERS～Tiara Collaborations Album～』
08.「Sweet Love with 光永亮太」（2011年9月7日）（作詞・作曲） ※共作
8. 西浦秀樹 シングル『Missing Piece』（2012年10月3日）
01.「Missing Piece」（作曲）
9. 光永泰一朗 アルバム『その先へ』（2012年9月12日）
01.「Sing Your Song」（作曲）
10. 西浦秀樹 アルバム『1DAY』（TypeB）（2014年6月4日）
02.「背中」（作曲） ※共作
11. 西浦秀樹 アルバム『1DAY』（TypeC）（2014年6月4日）
02.「Eternal Kiss」（作曲）
12. Human Note アルバム『Singer's Song』（2014年11月7日）
0.「手をつないで帰ろう」（作詞・作曲）
13. WEBER シングル『First day』（2015年5月13日）
02.「雨上がりのキミとボク」（作詞・作曲）
14. WEBER アルバム『タカラモノ』（2015年6月15日）
05.「雨上がりのキミとボク -ver.1.6」（作詞・作曲）
15. 田中龍志 ミニアルバム『Music to Music』
06.「灯り」（作曲・編曲・ギター）
16. Human Note ミニアルバム『You Are My Shelter』（2017年3月20日）
02.「うたのたね」（作詞・作曲） ※広沢タダシ・平義隆・光永泰一朗との共作
17. WEBER シングル『大切なひと。大切だったひと。』（2017年9月27日）
02.「モノクローム」（作詞・作曲）
18. 馬場俊英 アルバム『STEP BY STEP』（2018年9月19日）
02.「Maybe Tomorrow」（英語訳詞）
19. 奥田圭悟 シングル『永遠の約束』（2019年3月13日） ※オリコン最高46位
01.「永遠の約束」（作詞）
02.「gift」（作詞）
20. 上田堪大 シングル『イロドリ / 記憶の中で』（2019年7月27日）
01.「イロドリ」（作詞・作曲・編曲）[27]
21. 東京司法書士会 100周年記念歌 （2019年11月9日）
01.「潮踏の里」（作詞・歌唱）
22. SINON 『Born Again』（2019年）
01.「Born Again~English Ver.」（英語訳詞）
23. 大黒摩季 配信シングル『RAINBOW QUEST-僕らはピースメイト-』（2020年4月15日）
01.「RAINBOW QUEST-僕らはピースメイト-」（共作・歌唱・エレキギター・サウンドプロデュースで参加）
24. 大黒摩季 配信シングル『Shaka♬シャカ You'll be all right - Big Wave ver. - / 大黒摩季 with 波音組2020』
01.「Shaka♬シャカ You'll be all right - Big Wave ver. - / 大黒摩季 with 波音組2020」（作曲・編曲・歌唱・アコースティックギター・サウンドプロデュース） ※作曲は共作
02.「Shaka♬シャカ You'll be all right - Ripple ver. - / 大黒摩季 with 光永亮太, GAKU-MC, KENNY＆AKUN」（作曲・編曲・歌唱・アコースティックギター・サウンドプロデュースで参加） ※作曲は共作
25. 寺西優真 配信シングル『REASON』（2020年8月5日） ※レコチョクデイリー2位
01.「REASON」（作曲・編曲）
26. sonemitsu 「Summer Hero」（2015年）bayfmサマーキャンペーンソング（作詞・作曲・編曲・プロデュース） ※作詞・作曲は曽根由希江との共作
27. sonemitsu 「Summer Hero 2016」（2016年）bayfmサマーキャンペーンソング（作詞・作曲・編曲・プロデュース） ※作詞・作曲は曽根由希江との共作
28. 千葉県白子町 「ふるさと応援歌」（2021年）（作詞・作曲）[28]
29. emu. デビューシングル『アップデート』（2021年8月11日）
01.「アップデート」（作曲・編曲・プロデュース）
30. 松本英子 配信シングル『Singin' the High Notes』（2022年5月7日）
01.「Singin' the High Notes」（ダグラス・カーと共に作曲）
31. 松本英子 配信シングル『君のキスのせいで』（2022年6月4日）
01.「君のキスのせいで」（作曲・編曲）

## ライブツアー

### 2003年
- 学園祭ライブ

10月19日 金沢学院大学 / 10月25日 聖徳短期大学（瀬戸市） / 10月26日 大阪樟蔭女子大学（関屋キャンパス） / 10月31日 神戸女学院大学 / 11月2日  神戸商科大学 / 11月8日 広島女学院大学 / 11月9日 志學館大学（鹿児島）
- 1stツアー「Inside my heart」

11月16日 名古屋ボトムライン / 11月21日 福岡DRUM Be-1 / 11月24日 札幌ペニーレーン24 / 11月30日 大阪ON AIR OSAKA / 12月2日  渋谷クラブクアトロ

### 2004年
- 学園祭ライブ

10月16日 梅花女子大学 / 10月24日 園田学園女子大学 / 11月6日  清泉女子大学 / 11月7日  健祥会福祉専門学校 / 11月13日 大谷大学 /

## ラジオ
レギュラー
- FM NORTH WAVE 「Lippsoul Cafe」（2002年）
- bayfm 「Groove from K-West」（2002年〜2003年） ※「K-WEST FRIEND」として出演
- BAYFM 「光永亮太のMellow×Mellow」（2003年）
- CBCラジオ 「光永亮太のMy Dear Songs」（2004年）
- BAYFM 「POWER BAY MORNING」（2015年4月1日 - 2021年3月31日）
- BAYFM 「Beautiful Day!」（2021年4月4日 - ）
- FM COCOLO「FRIDAY SOUND JUNCTION」（2022年10月7日 - ）
- FM COCOLO「MOVE ON SATURDAY」（2023年4月1日 - ）

## 兄弟ユニット・ユメノツヅキ
2013年12月、光永泰一朗との兄弟ユニット「夢のつづき」を結成。兄・泰一朗が作詞、弟・亮太が作曲を担当。2013年12月、2014年3月、5月とツアーを行う。2013年8月6日に「ユメノツヅキ」に改名することを発表。2014年9月17日、『伝えたくて』でavexより配信デビュー。ロート製薬「肌研」極潤のCMに使用される。2015年5月8日、CDとしての1stシングル『どうせ雨でしょうけど』をリリース。このタイトル曲は日本雨女雨男協会の応援ソングとなった。2015年10月17日、2ndシングル『星の手紙』をリリース。2019年4月30日、ブログにて「ユメノツヅキ」解散を発表した。

## テレビ
- フジテレビ
  - 「F2」（2002年-2003年）※準レギュラー
  - 「めざましテレビ 広人苑」（2003年2月10日）
  - 「HEY!HEY!HEY!」（2003年3月10日・6月9日・16日）
  - 「めざましテレビ」（2003年12月3日）
  - 「FNS歌謡祭」（2003年12月3日）
  - 「ミュージックフェア21」（2004年5月15日）
  - 「ハモネプ☆スターリーグ」（2013年10月8日）
- TBS
  - 「Under-CDTV」（2003年2月21日）
  - 「Pooh!」（2004年2月4日）
  - 「サッカーアテネ五輪強化試合「日本対チュニジア」（2004年7月14日）
  - 「開運音楽堂」（2004年8月7日）
  - 「CDTV ライブ!ライブ!秋の4時間スペシャル」（2020年9月21日）
  - 「人間観察バラエティ モニタリング」（2023年1月19日）
- 日本テレビ
  - 「AX MUSIC-TV」（2003年2月21日・5月9日・12月11日）
  - 「速報！歌の大辞テン!!」（2003年3月5日・12日・19日）
  - 「エンタの神様」（2003年5月10日）
  - 「キリンカップサッカー2003-Go for 2006!「日本vsアルゼンチン」（2003年6月8日）
  - 「AX MUSIC-TV 02」（2004年2月6日）
  - 「有吉反省会」（2016年3月12日・19日・26日※本人出演回）
- テレビ朝日
  - 「ミュージックステーション」（2003年2月28日・5月16日・12月5日）
  - 「ミュージックステーション スーパーライブ2003」（2003年12月5日）
- NHK
  - 「ポップジャム」（2003年5月24日）
- テレビ東京
  - 「Aloha Girl」（2007年6月30日・7月7日・14日・21日）
- WOWOW
- 「WOWOW NBA」（2014年1月25日・12月26日・2016年1月1日・2月4日・3月31日）
- テレビ埼玉
  - 「ゴル魂!」 （2016年8月20日・8月27日・9月3日）

## ライブ履歴
2003年  3月20日（木）「FM OSAKA光永亮太シークレットライブ」（大阪module.）
2003年  3月30日（日）「光永亮太トーク＆ライブ」（秋田イオンモール）
2003年  4月27日（日）「FM 802NEW BREEZE」（大阪城野外音楽堂）
2003年  5月  4日（日）「佐藤竹善Cross you fingers Vol.VII」（大阪国際会議場メインホール）
2003年  5月  5日（月）「FM三重 光永亮太スペシャルトーク＆ライブ（メナード青山リゾート）
2003年  5月  7日（水）「ぴあDEBUT REVIEW Vol.108」（渋谷ON AIR EAST）
2003年  5月18日（日）「CROSS FM MUSIC SCAN」（HMV天神）
2003年  5月24日（土）「α-station SPECIAL LIVE」（HMV京都河原町ビブレ）
2003年  5月26日（月）「FM AICHI HOT MEETS featuring光永亮太」（AREA 807）
2003年  5月31日（土）「TOKYO FM COOL STYLE in MARUNOUCHI」（東京丸ビル）
2003年  6月  1日（日）「FM NIIGATA光永亮太プレミアムライブ」（新潟LOTS）
2003年  6月  8日（日）「キリンカップ 日本vsアルゼンチン国歌斉唱」（長居スタジアム）
2003年  7月  2日（水）「DAYLIGHT SPLASH」（由比ケ浜海岸）
2003年  7月  4日（金）「FRONTIER CONCERT」（イオン倉敷）
2003年  7月  7日（月）「インストアライブ」（広島HMV）
2003年  7月12日（土）「光永亮太 J-WAVE SUPER LINE J公開ライブ」（HMV渋谷）
2003年  7月19日（土）「SOUND MARINA 2003 in SAKA〜Feel the Voices2〜」（広島野外特設会場）
2003年  7月25日（金）「ViVi Night ミニライブ」（六本木ヴェルファーレ）
2003年  8月  1日（金）「FM NORTHWAVE 10TH ANNIVERSARY LIVE」（キリンビール園）
2003年10月16日（木）「YOKOHAMA WALKER Presents 光永亮太スペシャルライブ」「CLUB CITTA」
2003年10月19日（日）「学園祭ライブ」（金沢学院大学）
2003年10月25日（土）「学園祭ライブ」（聖霊短期大学）
2003年10月26日（日）「学園祭ライブ」（大阪樟蔭女子大学）
2003年10月31日（金）「学園祭ライブ」（神戸女学院大学）
2003年11月  2日（日）「学園祭ライブ」（神戸商科大学）
2003年11月  8日（土）「学園祭ライブ」（広島女学院大学）
2003年11月  9日（日）「学園祭ライブ」（志學館大学）
2003年11月16日（日）「1st Tour Inside my heart」（名古屋Bottom Line）
2003年11月21日（金）「1st Tour Inside my heart」（福岡DRUM Be-1）
2003年11月23日（日）「FM NORTH WAVE 光永亮太トーク&ライブ」（WING BAY小樽）
2003年11月24日（月）「1st Tour Inside my heart」（札幌ペニーレーン）
2003年11月30日（日）「1st Tour Inside my heart」（ON AIR OSAKA）
2003年12月  2日（火）「1st Tour Inside my heart」（渋谷クラブクアトロ）
2003年12月  6日（土）「inter fm クリスマスジャミン2003」（横浜クイーンズスクエア）
2003年12月  8日（月）「FM AICHI クリスマストークライブ」（AREA 807）
2003年12月13日（土）「中京テレビ STAR☆LIGHT AVENUE」（星ヶ丘テラス）
2003年12月22日（月）「NTT DOCOMO スペシャルオムニバスライブ」（仙台イズミティ21）
2003年12月24日（水）「NTT DOCOMO スペシャルオムニバスライブ」（青森文化会館）
2004年  2月10日（火）「ZIP FM VALENTINE SPECIAL SALON LIVE」（ZIP FM SALON）
2004年  3月20日（土）「SUPER LIVE 2004」（名古屋市総合体育館レインボーホール）
2004年  3月21日（日）「EXPO MUSIC PARK 2004」（オアシス21）
2004年  3月28日（日）「TOKYU GROUP SPECIAL LIVE」（ZEPP SAPPORO）
2004年  4月22日（木）「FM 802 RING A BELL」（OSAKA RIHGA ROYAL HOTEL CHAPEL）
2004年  4月25日（日）「EVER GREEN LIVE」（岡山ドイツの森）
2004年  6月27日（日）「夏だ！一番 関西ウォーカーまつり！！」（なんばパークス）
2004年  7月16日（金）「α-MO' COOL FESTA」（京都新風館）
2004年  7月21日（水）「TOKYO FM Tipness in Marunouchi」（野外特設ステージ）
2004年  7月25日（日）「FM IWATE Talking Spuare」（フェザン）
2004年  8月21日（土）「朝日新聞21 KiroroKobukuro LIVE in EXPO ‘70（万博公園）
2004年  9月  3日（金）「TREASURE 052 with ZIP FM」（名古屋クラブクアトロ）
2004年  9月  5日（日）「ヤングフェスティバル」（亀山公園）
2004年  9月15日（水）「FM鹿児島 feel the μ-Zic DA!!」（アミュ広場）
2004年  9月17日（金）「AIR-G' La Vita ファーストライブ」（札幌ジャスマックプラザ）
2004年  9月25日（土）「MUSIC CITY 天神 2004」（博多ふれあい広場メインステージ）
2004年  9月26日（日）「ファンクラブシークレットライブ」（福岡）
2004年  9月27日（月）「JAバンクプレゼンツ 光永亮太トーク＆ライブ」（熊本FMKホール）
2004年10月10日（日）「ファンクラブシークレットライブ」（大阪）
2004年10月16日（土）「学園祭ライブ」（大阪梅花女子大学）
2004年10月24日（日）「学園祭ライブ」（園田学園女子大学）
2004年11月  6日（土）「学園祭ライブ」（清泉女子大学）
2004年11月  7日（日）「学園祭ライブ」（徳島健祥会福祉専門学校）
2004年11月13日（土）「学園祭ライブ」（京都大谷大学）
2004年12月17日（金）「The way we like」（青山ガージェリー）
2004年12月23日（木）「塩谷哲Saltish Night Vol.VIII」（中野サンプラザ）
2005年  3月20日（日）「いっしょに歌お！CBCラジオFREE LIVE！」（名古屋BLUE NOTE）
2005年  3月23日（水）「FM 802 MAGICAL WEDNESDAY」（なんばhatch）
2005年11月19日（土）「Sawasdee Phuket Festa」（Thailand Phuket Patong Beach特設ステージ）
2006年  2月  4日（土）「FM広島SUNMALL LIVE ON RADIO光永亮太ミニライブ」（SUNMALL）
2006年  2月10日（金）「AIR-G' La vita Vivaceバレンタインライブ」（札幌ジャスマックプラザ）
2006年  3月19日（日）「いっしょに歌お！CBCラジオFREE LIVE！」（名古屋Bottom Line）
2007年  5月19日（土）「URBAN NATURE vs 光永亮太 Vol.1」（CLUB PHASE）
2007年  8月20日（月）「Micro Presents PRIMARY COLOR FES」（なんばhatch）
2007年  8月26日（日）「Micro Presents PRIMARY COLOR FES」（日比谷野外大音楽堂）
2007年10月17日（水）「OPEQUE Opening Party Special Live」（OPEQUE京都）
2007年12月15日（土）「FM AICHI NAGOYA PORT WAVE Vol.4」（名古屋ポートハウス）
2007年12月24日（月）「KISS FM 光永亮太ミニライブ」（三角公園サテライトスタジオ）
2007年12月29日（土）「URBAN NATURE vs 光永亮太 Vol.2」（CLUB PHASE）
2008年  5月15日（木）「FAB STYLE ~breezin'」（表参道FAB）
2008年  6月11日（水）「in EARLY SUMMER ACOUSTIC LIVE」（KIHACHI名古屋店）
2008年  6月22日（日）「ナオトの部屋」（SHIBUYA O-WEST）
2008年  7月  3日（木）「ACOUSTIC WAVE Vol.6」（OTODAMA SEA STUDIO）
2008年10月19日（日）「NAMI FES '08 MIYAZAKI」（木崎浜特設ステージ）
2008年10月31日（金）「5th Anniversary Special Live “CHAPTER”」（表参道FAB）
2008年11月17日（月）「SELAN 20TH BIRTHDAY Thanks Giving Live」（SELAN青山）
2009年  2月11日（水）「erma music style Vol.1」（表参道FAB）
2009年  4月16日（木）「大黒摩季LUXURY Tour 2009」（ZEPP TOKYO）
2009年  4月25日（土）「光永亮太&光永泰一朗Presents Super Soul Sessions」（表参道FAB）
2009年  7月  2日（木）「やさしさに包まれて」（OTODAMA SEA STUDIO）
2009年  7月  4日（土）「No Pain No Gain Vol.4」（表参道FAB）
2009年  7月  5日（日）「erma music style Vol.3」（渋谷aube）
2009年  7月21日（火）「LOVE & PEACH SUMMER」（BLUES ALLEY JAPAN）
2009年  7月25日（日）「TOKYO SOUL LAND Vol.5」（Club IKSPIARI）
2009年  8月14日（金）「GROOVIN' duo SHOW vol.2」（DUO MUSIC EXCHANGE）
2009年  8月22日（土）「CHIVAS REGAL presents. Smooth Blaze vol.22」（表参道FAB）
2009年  9月  4日（金）「No Pain No Gain ~Special Acoustic Night」（Jz Brat）
2009年10月12日（月）「きみ住む街へ@京都」（京都SOLE CAFÉ）
2009年10月13日（火）「あきのうたかい〜神無月編〜」（名古屋ell.SIZE）
2009年11月14日（土）「MUSIC IS THE KEY」（表参道FAB）
2009年12月  1日（火）「3 SIDES TO EVERY STORY」（名古屋ell.FITSALL）
2009年12月  9日（水）「FAB STYLE〜Special〜」（表参道FAB）
2009年12月18日（金）「COOL BEAT IN KYOTO 2009」（京都文化博物館）
2010年  1月16日（土）「光永亮太&Junear -meets Jz Brat Season 1」（Jz brat）
2010年  2月  7日（日）「Live Jack Special 2」（大阪城ホール）
2010年  3月19日（金）「光永亮太&Junear -meets Jz Brat Season 2」（Jz brat）
2010年  3月21日（日）「α-Station Special Live」（京都新風館）
2010年  3月28日（日）「4 SEASONS Vol.1」（京都SOLE CAFÉ）
2010年  4月22日（木）「この唄があなたに届きますように…Vol.4」（表参道FAB）
2010年  5月26日（水）「松田肇&Friends」（名古屋マジックスパイス大須）
2010年  6月  7日（月）「エニゴー祭」（下北沢440）
2010年  6月  9日（水）「REUNION〜再会〜」（渋谷TOKYO MAIN DINING）
2010年  6月18日（金）「光永亮太&Junear -meets Jz Brat Season 3」（Jz brat）
2010年  7月  3日（土）「university of mihimaru GT☆mihimalogy実践講座」（横浜アリーナ）
2010年  7月27日（火）「LIFE IN TRIANGLE」（名古屋ell.FITSALL）
2010年  8月  1日（日） 「4 SEASONS Vol.2」（京都SOLE CAFÉ）
2010年  8月  7日（土）「安全地帯TRIBUTE LIVE」（渋谷eggman）
2010年  8月12日（木）「MY SUMMER DAYS」（OTODAMA SEA STUDIO）
2010年  8月14日（土）「チクビーズ」（OTODAMA SEA STUDIO）
2010年  9月18日（土）「EASY GOINGS Vol.1」（越谷EASY GOINGS）
2010年11月23日（火）「千と光と音の会」（佐賀GEILS）
2010年11月26日（金）「千と光と音の会」（神戸CASHBOX）
2010年11月27日（土）「千と光と音の会」（名古屋ell.SIZE）
2010年11月29日（月）「千と光と音の会」（渋谷Milky way）
2010年12月  5日（日）「4 SEASONS Vol.3」（京都SOLE CAFÉ）
2010年12月10日（金）「リズムセブンLIVE」（SHIBUYA GAME）
2010年12月19日（日）「年末ジャンボ宝イヴ'10」（赤坂BLITZ）
2010年12月24日（金）「クリスマスイヴライブ」（京都新風館）
2010年12月26日（日）「After X'mas Special Live in愛染倉（京都AZEKURA）
2011年  2月19日（土）「miCKun リリースパーティー」（渋谷Glad）
2011年  3月30日（水）「iri ソロワンマンライブ」（ストロボカフェ）
2011年  4月15日（金）「ひとりじゃない」（SHIBUYA GAME）
2011年  4月24日（日）「ジェフユナイテッド千葉vsFC東京」（フクダ電子アリーナ）
2011年  5月  8日（日）「Chain Of Smile」（BLUE NOTE TOKYO）
2011年  5月  9日（月）「Chain Of Smile」（BLUE NOTE TOKYO）
2011年  5月13日（金）「Akitoshi Kuroda Band meets Ryota Mitsunaga」（新中野BENTEN）
2011年  6月19日（日）「4 SEASONS Vol.4」（京都SOLE CAFÉ）
2011年  8月  5日（金）「SEA SHORE MUSIC」（OTODAMA SEA STUDIO）
2011年  8月18日（木）「月下の響宴」（名古屋ell.FITSALL）
2011年  8月21日（日）「ジェフユナイテッド千葉vsカターレ富山」（フクダ電子アリーナ）
2011年  8月22日（月）「LIFE IS BEAUTIFUL リリースパーティーin大阪」（JANUS）
2011年  9月  3日（土）「LIFE IS BEAUTIFUL」（Mt. RAINIER HALL PLEASURE PLEASURE）
2011年  9月18日（日）「KIP FES 2011」（筑後広域公園特設ステージ）
2011年  9月23日（金）「α-Station Special live」（京都新風館）
2011年  9月26日（月）「YOU SING, YOU WANT」（DUO MUSIC EXCHANGE）
2011年10月  8日（土）「NHK大分夢色音楽祭」（若草公園特設ステージ）
2011年10月10日（月）「Tiara Autumn Live2011〜LOVERS〜」（DUO MUSIC EXCHANGE）
2011年11月  4日（金）「DRAMA QUEEN」（Jz Brat）
2011年11月25日（金）「HEART in HEART Vol.2」（広島ナミキジャンクション）
2011年11月28日（月）「INSPi Presents こえつながり8」（名古屋ボトムライン）
2011年11月29日（火）「INSPi Presents こえつながり9」（大阪JANUS）
2011年12月  3日（土）「4 SEASONS Vol.5」（京都SOLE CAFÉ）
2011年12月17日（土）「プラレコ2 〜DECEMBER〜」（DUMBO2）
2011年12月18日（日）「CHRISTMAS SPECIAL LIVE in 愛染倉」（京都AZEKURA）
2012年  2月  7日（火）「AKANE –紅音」（表参道SMOKE）
2012年  2月16日（木）「non title」（名古屋ell.FITSALL）
2012年  3月18日（日）「4 SEASONS Vol.6」（京都SOLE CAFÉ）
2012年  4月27日（金）「GORO MATUI SONGBOOKS LIVE Vol.3」（南青山MANDALA）
2012年  5月12日（土）「ズータンズラストライブin東京」（渋谷SPACE SHOWER DINER）
2012年  5月16日（水）「源氏物語×大黒摩季songs〜ボクは、十二単に恋をする〜」（銀河劇場）
2012年  5月18日（金）「源氏物語×大黒摩季songs〜ボクは、十二単に恋をする〜」（銀河劇場）
2012年  7月  1日（日）「4 SEASONS Vol.7」（京都SOLE CAFÉ）
2012年  7月13日（金）「初夏の音楽祭」（OTODAMA SEA STUDIO）
2012年  8月  4日（土）「こいじゃが阿久根音楽フェス2012」（阿久根市総合体育館）
2012年  8月24日（金）「INSPi Presents こえつながりスペシャル」（表参道GROUND）
2012年  9月  8日（土）「その先へ」（下北沢440）
2012年  9月21日（金）「Frank」（Shibuya LOOP annex）
2012年10月21日（日）「4 SEASONS Vol.8」（京都SOLE CAFÉ）
2012年10月26日（金）「光永泰一朗 RELEASE TOUR FINAL」（Jz Brat）
2012年11月  3日（土）「Dreamy Bridal PARTY」（Club IKSPIARI）
2012年11月18日（日）「ヒューマンフェスタ2012inかめおか〜つながり」（ガレリアかめおか）
2012年11月25日（日）「ONE×ONE vs 2WHiSPA」（Club IKSPIARI）
2012年12月15日（土）「プラレコ2 〜DECEMBER〜」（DUMBO2）
2012年12月23日（日）「SING FOR THE EARTH in飛鳥」（ロマントピアホール）
2012年12月26日（水）「江原啓之 うた語り2012」（紀尾井ホール）
2013年  1月20日（日）「4 SEASONS Vol.9」（京都SOLE CAFÉ）
2013年  3月  9日（土）「10周年記念感謝祭ミニワンマン」（国分寺GiveHearts）
2013年  3月31日（日）「ジェフユナイテッド千葉vsギラヴァンツ北九州」（フクダ電子アリーナ）
2013年  4月  7日（日）「4 SEASONS Vol.10 ~Anniversary~」（京都SOLE CAFÉ）
2013年  5月10日（金）「赤いちゃんちゃんこ おめでとうLIVE！」（名古屋ElectricLadyLand）
2013年  5月18日（土）「プラレコ2 〜MAY〜」（DUMBO2）
2013年  5月25日（土）「FREE LIVE」（沖縄イオン具志川）
2013年  5月26日（日）「FREE LIVE」（沖縄イオン那覇）
2013年  6月19日（水）「Light a music 〜光永亮太×ワカバ」（Shibuya LOOP annex）
2013年  7月  7日（日）「4 SEASONS Vol.11」（京都SOLE CAFÉ）
2013年  7月  8日（月）「ウタノタネ」（大阪umeda AKASO）
2013年  7月21日（日）「Frank 〜光永亮太×藤岡正明」（Shibuya LOOP annex）
2013年  8月12日（月）「海に集まれ！2013」（OTODAMA SEA STUDIO）
2013年  8月25日（日）「10TH Anniversary Special Acoustic Live LUXURY」（京都文化博物館）
2013年  9月23日（月）「江原啓之 誰にでも分かるスピリチュアル講座」（山形県民会館）
2013年  9月25日（水）「江原啓之 誰にでも分かるスピリチュアル講座」（仙台電力ホール）
2013年  9月29日（日）「light a music 〜光永亮太×千綿偉功×初芝崇史」（Shibuya LOOP annex）
2013年10月  3日（木）「江原啓之 誰にでも分かるスピリチュアル講座」（大阪サンケイブリーゼ）
2013年10月26日（土）「光永亮太スペシャルミニライブ」（イオン越谷レイクタウン）
2013年10月27日（日）「スペシャルFREE LIVE」（沖縄イオン具志川）
2013年11月  9日（土）「足跡 〜History 2003 – 2013」（Mt.RAINIER HALL PLEASURE PLEASURE）

## その他
趣味はゴルフ。ベストスコアは82。
昭和55年生まれの音楽業界人や芸能人などが集う「55年会」の会長を務めている。ほかのメンバーは田臥勇太、SOFFet、mihimaru GTのmiyake、Def TechのMicro、日華、JiLL-Decoy associationのchihiRo、藤田真由美、Swish!の石田順三と冨田勇樹など。2010年にはmiyakeのシングル『鏡花水月 feat. 舞花』に収録された「BEGINNING」に『55MONKEYZ』名義で多数のメンバーが参加。ミュージシャンではない田臥もドリブル音で参加している。
サーフィンを趣味としており、2006年には湘南に転居。午前中はサーフィン、午後は曲作りという生活を2年ほど送る。2010年の春夏シーズンにはサーフアパレルブランド「Modern Amusement」のモデルを務めた。2018年には大黒摩季、DJ TSUYOSHI、セレイナ・アン、MOOMINらとともに「波音組（はねぐみ）」を結成。サーフイベントへの出演、“音楽でサーフィンする”をテーマとした楽曲のリリースなど、音楽でサーフィンを盛り上げる活動を行っている。
雨男を自称しており、兄弟そろって雨男であることから楽曲制作された ユメノツヅキの曲「どうせ雨でしょうけど」は日本雨女雨男協会の応援ソングとして採用された。